# Johann Friedrich Struensee
Contele Johann Friedrich Struensee (5 august 1737 – 28 aprilie 1772) a fost medic german. A devenit medicul regal al regelui bolnav mintal Christian al VII-lea al Danemarcei și ministru în guvernul danez. Puterea lui a crescut până într-o poziție "de facto" de regent al țării, când a încercat să realizeze reforme pe scară largă. Aventura lui cu regina Caroline Matilda ("Caroline Mathilde") a provocat scandal, mai ales după nașterea fiicei sale, Prințesa Louise Auguste, și a fost catalizatorul pentru intrigile și jocul de putere care au dus la căderea și moartea lui dramatică. A murit necăsătorit.
1. 1 2  Johann Friedrich Struensee, Gran Enciclopèdia Catalana
2. 1 2  Count Johann Friedrich Struensee, The Peerage
3. 1 2  Johann Friedrich Struensee, Store norske leksikon
4. 1 2  Johann Friedrich Struensee, Brockhaus Enzyklopädie, accesat în 9 octombrie 2017
5. 1 2  Johann Friedrich von Struensee, Autoritatea BnF
6. 1 2  The Peerage